# 志紀駅

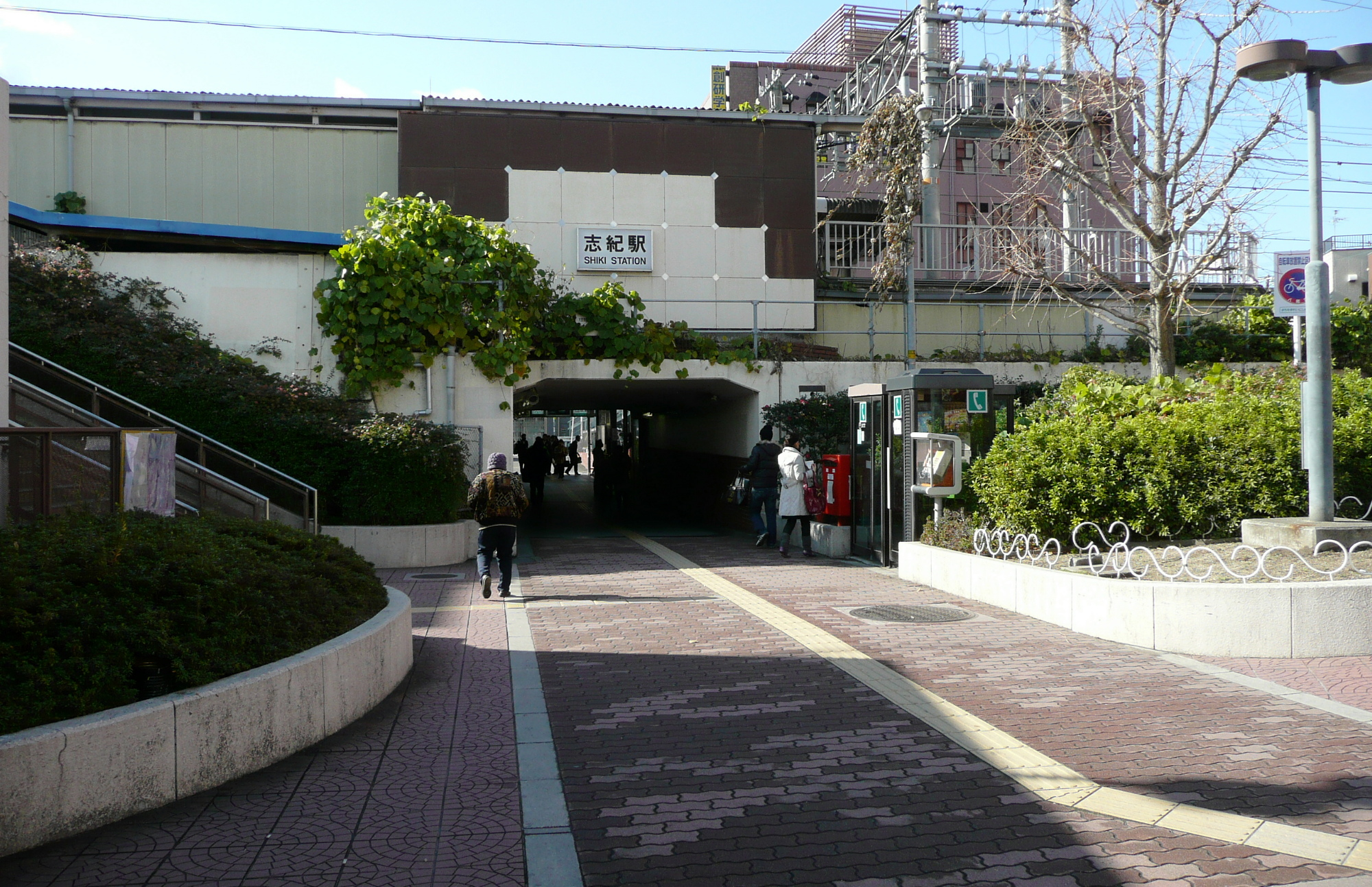
東口（2007年1月）

志紀駅（しきえき）は、大阪府八尾市志紀町三丁目にある、西日本旅客鉄道（JR西日本）関西本線の駅である。駅番号はJR-Q26。「大和路線」の愛称区間に含まれている。

## 歴史
- 1909年（明治42年）
  - 4月1日：鉄道院の自働車（蒸気動車）専用乗降場として、柏原駅 - 八尾駅間に新設開業[2]。
  - 10月12日：線路名称制定により、関西本線の所属となる。
- 1946年（昭和21年）：燃料事情悪化により廃止。
- 1961年（昭和36年）10月11日：脇田幾松（初代八尾市長）などの努力で八尾市で駅舎を建設し、営業を再開[3]。
- 1987年（昭和62年）4月1日：国鉄分割民営化により、西日本旅客鉄道（JR西日本）の駅となる[4]。
- 1988年（昭和63年）3月13日：路線愛称の制定により、「大和路線」の愛称を使用開始。
- 1992年（平成4年）11月1日：みどりの窓口営業開始。
- 1998年（平成10年）7月16日：自動改札機を設置し、供用開始[5]。
- 2003年（平成15年）11月1日：ICカード「ICOCA」の利用が可能となる[6]。
- 2009年（平成21年）10月4日：大阪環状・大和路線運行管理システム導入。
- 2018年（平成30年）
  - 3月17日：駅ナンバリングが導入され、使用を開始。
  - 11月30日：この日限りでみどりの窓口の営業を終了。
  - 12月1日：みどりの券売機プラスの営業を開始。

## 駅構造
相対式ホーム2面2線を有する地上駅である。分岐器や絶対信号機がない停留所に分類される。ホームは盛土上にあるため、改札口側からは階段を上る。またエレベーター用として、双方のホームを結ぶ跨線橋が設けられている。
八尾駅が管理。ICカード乗車券「ICOCA」が利用することができる（相互利用可能ICカードはICOCAの項を参照）。

### のりば
| のりば | 路線     | 方向 | 行先                      |
| ------ | -------- | ---- | ------------------------- |
| 1      | 大和路線 | 上り | 王寺・奈良方面 / 高田方面 |
| 2      | 大和路線 | 下り | 天王寺・JR難波・大阪方面  |

- 上表の路線名は旅客案内上の名称（愛称）で表記している。

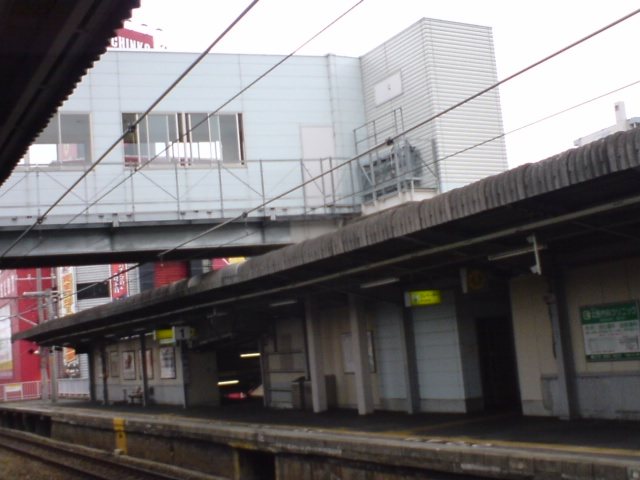
ホーム（2009年8月）

## 利用状況
2023年（令和5年）度の一日平均乗車人員は9,295人である。
各年度の1日の平均乗車人員は以下の通りである。
| 年度               | 1日平均 乗車人員 | 出典          |
| ------------------ | ---------------- | ------------- |
| 1988年（昭和63年） | 10,307           | [ 大阪府 1 ]  |
| 1989年（平成元年） | 10,348           | [ 大阪府 1 ]  |
| 1990年（平成02年） | 10,649           | [ 大阪府 2 ]  |
| 1991年（平成03年） | 10,719           | [ 大阪府 3 ]  |
| 1992年（平成04年） | 10,890           | [ 大阪府 4 ]  |
| 1993年（平成05年） | 11,066           | [ 大阪府 5 ]  |
| 1994年（平成06年） | 10,895           | [ 大阪府 6 ]  |
| 1995年（平成07年） | 11,023           | [ 大阪府 7 ]  |
| 1996年（平成08年） | 11,187           | [ 大阪府 8 ]  |
| 1997年（平成09年） | 11,061           | [ 大阪府 9 ]  |
| 1998年（平成10年） | 10,965           | [ 大阪府 10 ] |
| 1999年（平成11年） | 10,833           | [ 大阪府 11 ] |
| 2000年（平成12年） | 10,735           | [ 大阪府 12 ] |
| 2001年（平成13年） | 10,602           | [ 大阪府 13 ] |
| 2002年（平成14年） | 10,387           | [ 大阪府 14 ] |
| 2003年（平成15年） | 10,563           | [ 大阪府 15 ] |
| 2004年（平成16年） | 10,643           | [ 大阪府 16 ] |
| 2005年（平成17年） | 10,804           | [ 大阪府 17 ] |
| 2006年（平成18年） | 10,865           | [ 大阪府 18 ] |
| 2007年（平成19年） | 10,770           | [ 大阪府 19 ] |
| 2008年（平成20年） | 10,885           | [ 大阪府 20 ] |
| 2009年（平成21年） | 10,652           | [ 大阪府 21 ] |
| 2010年（平成22年） | 10,849           | [ 大阪府 22 ] |
| 2011年（平成23年） | 10,879           | [ 大阪府 23 ] |
| 2012年（平成24年） | 10,856           | [ 大阪府 24 ] |
| 2013年（平成25年） | 10,934           | [ 大阪府 25 ] |
| 2014年（平成26年） | 10,666           | [ 大阪府 26 ] |
| 2015年（平成27年） | 10,856           | [ 大阪府 27 ] |
| 2016年（平成28年） | 10,774           | [ 大阪府 28 ] |
| 2017年（平成29年） | 10,716           | [ 大阪府 29 ] |
| 2018年（平成30年） | 10,532           | [ 大阪府 30 ] |
| 2019年（令和元年） | 10,525           | [ 大阪府 31 ] |
| 2020年（令和02年） | 8,601            | [ 大阪府 32 ] |
| 2021年（令和03年） | 8,728            | [ 大阪府 33 ] |
| 2022年（令和04年） | 9,131            | [ 大阪府 34 ] |
| 2023年（令和05年） | 9,295            | [ 大阪府 35 ] |

## 駅周辺
- 弓削神社
- 長瀬川
- 八尾市役所志紀出張所
  - 志紀コミュニティセンター
- 八尾市立志紀図書館
- 八尾市消防署志紀出張所
- 日本郵便八尾志紀郵便局
- 池田泉州銀行八尾支店
- 関西みらい銀行志紀支店
- ライフ志紀店（西口・国道25号沿い）
- 餃子の王将 志紀駅前店
- 八尾空港
- 陸上自衛隊八尾駐屯地
- 近鉄バス八尾営業所
- 国道25号
- 国道170号
- 八尾市立曙川東小学校
- 八尾警察署志紀交番

### バス路線
大阪バスにより運行されている、近鉄八尾駅を結ぶ八尾志紀線が、当駅東口に設置されている「JR志紀駅」停留所にて発着する。
かつては愛あいバスが東口から発着していたが、2008年に行われた路線整理のため消滅している。2019年9月23日に大阪バス八尾志紀線の運行が開始されたことにより11年ぶりに路線バスの駅前乗り入れが復活した形になっている。
さらに当駅から西に400m離れた近鉄バス八尾営業所内にある「志紀車庫前」停留所から発着していた近鉄八尾駅前行（26番、八尾木経由）も2017年4月1日より運行休止となった。

## 隣の駅
西日本旅客鉄道（JR西日本）
 大和路線（関西本線）
■ 大和路快速・■ 直通快速・■ 快速・■ 区間快速
通過
■ 普通
柏原駅 (JR-Q27) - 志紀駅 (JR-Q26) - 八尾駅 (JR-Q25)

### 本文中の出典
1. 1 2  『週刊 JR全駅・全車両基地』 16号 奈良駅・新今宮駅・王寺駅ほか70駅、朝日新聞出版〈週刊朝日百科〉、2012年11月25日、22頁。
2. ↑  「鉄道院告示第13号」『官報』1909年3月27日（国立国会図書館デジタルコレクション）
3. ↑  高橋将人『目で見る八尾・柏原の100年』―1995年7月
4. ↑  石野哲 編『停車場変遷大事典 国鉄・JR編 II』（初版）JTB、1998年10月1日、342頁。ISBN 978-4-533-02980-6。
5. ↑  「JR年表」『JR気動車客車編成表 '99年版』ジェー・アール・アール、1999年7月1日、185頁。ISBN 4-88283-120-1。
6. ↑  「ICOCA」いよいよデビュー! 〜 平成15年11月1日（土）よりサービス開始いたします 〜（インターネットアーカイブ） - 西日本旅客鉄道プレスリリース 2003年8月30日
7. 1 2  “志紀駅｜時刻表：JRおでかけネット”. JRおでかけネット.   西日本旅客鉄道. 2022年9月28日閲覧。
8. ↑   (PDFlink) 2.八尾市におけるコミュニティバス「愛あいバス」の導入経過, 八尾市 2019年12月15日閲覧。
9. ↑  『[9月23日（月･祝） 市内路線バス 『八尾志紀線』 運行開始のお知らせ]』（プレスリリース）大阪バス、2019年9月17日。2019年10月12日閲覧。
10. ↑  『【平成29年4月1日〜】路線バス運行取り止めのお知らせ　八尾線［沼循環系統］（八尾南駅前〜沼〜八尾南駅前）　志紀線（志紀車庫前〜近鉄八尾駅）』（プレスリリース）近鉄バス、2016年12月16日。2017年6月22日閲覧。

### 利用状況の出典
1. ↑  大阪府統計年鑑 - 大阪府
2. ↑  八尾市統計書 - 八尾市

#### 大阪府統計年鑑
1. 1 2  大阪府統計年鑑（平成2年） (PDF)
2. ↑  大阪府統計年鑑（平成3年） (PDF)
3. ↑  大阪府統計年鑑（平成4年） (PDF)
4. ↑  大阪府統計年鑑（平成5年） (PDF)
5. ↑  大阪府統計年鑑（平成6年） (PDF)
6. ↑  大阪府統計年鑑（平成7年） (PDF)
7. ↑  大阪府統計年鑑（平成8年） (PDF)
8. ↑  大阪府統計年鑑（平成9年） (PDF)
9. ↑  大阪府統計年鑑（平成10年） (PDF)
10. ↑  大阪府統計年鑑（平成11年） (PDF)
11. ↑  大阪府統計年鑑（平成12年） (PDF)
12. ↑  大阪府統計年鑑（平成13年） (PDF)
13. ↑  大阪府統計年鑑（平成14年） (PDF)
14. ↑  大阪府統計年鑑（平成15年） (PDF)
15. ↑  大阪府統計年鑑（平成16年） (PDF)
16. ↑  大阪府統計年鑑（平成17年） (PDF)
17. ↑  大阪府統計年鑑（平成18年） (PDF)
18. ↑  大阪府統計年鑑（平成19年） (PDF)
19. ↑  大阪府統計年鑑（平成20年） (PDF)
20. ↑  大阪府統計年鑑（平成21年） (PDF)
21. ↑  大阪府統計年鑑（平成22年） (PDF)
22. ↑  大阪府統計年鑑（平成23年） (PDF)
23. ↑  大阪府統計年鑑（平成24年） (PDF)
24. ↑  大阪府統計年鑑（平成25年） (PDF)
25. ↑  大阪府統計年鑑（平成26年） (PDF)
26. ↑  大阪府統計年鑑（平成27年） (PDF)
27. ↑  大阪府統計年鑑（平成28年） (PDF)
28. ↑  大阪府統計年鑑（平成29年） (PDF)
29. ↑  大阪府統計年鑑（平成30年） (PDF)
30. ↑  大阪府統計年鑑（令和元年） (PDF)
31. ↑  大阪府統計年鑑（令和2年） (PDF)
32. ↑  大阪府統計年鑑（令和3年） (PDF)
33. ↑  大阪府統計年鑑（令和4年） (PDF)
34. ↑  大阪府統計年鑑（令和5年） (PDF)
35. ↑  大阪府統計年鑑（令和6年） (PDF)